# ديفيد ستوري (كاتب)
ديفيد ستوري (بالإنجليزية: David Storey)‏‏ (13 يوليو 1933 في ويكفيلد - 27 مارس 2017 في لندن) كاتب سيناريو، وروائي، ودرامي، ورسام، وكاتب مسرحي من المملكة المتحدة.

## الجوائز
- جائزة جون لولين رايس  [لغات أخرى]‏
- Geoffrey Faber Memorial Prize [الإنجليزية]‏
- جائزة بوكر الأدبية

## روابط خارجية
- ديفيد ستوري على موقع IMDb (الإنجليزية)
- ديفيد ستوري على موقع الموسوعة البريطانية (الإنجليزية)
- ديفيد ستوري على موقع مونزينجر (الألمانية)
- ديفيد ستوري على موقع أول موفي (الإنجليزية)
- ديفيد ستوري على موقع قاعدة بيانات برودواي على الإنترنت (الإنجليزية)
- ديفيد ستوري على موقع إن إن دي بي (الإنجليزية)
- ديفيد ستوري على موقع ديسكوغز (الإنجليزية)
- ديفيد ستوري على موقع قاعدة بيانات الفيلم (الإنجليزية)